# Marques de Canillac
Marques de Canillac o de Canilhac (fl. XIII secolo) è stato un trovatore occitano e marchese di Canilhac (Lozère), stretto alleato con il vicino Enrico II di Rodez.
Da Bertran de Paris viene chiamato con il titolo signorile di en Canilhac, che Chambers tende a riferire al conte Guilhem di Rodez. Gli viene attribuita una tenzone con un'anonima "Domna" e un torneyamen con Guiraut Riquier ed Enric de Rodez, con giudice Peire d'Estanh.
          [...]

          [Marques]

          Vos avetz pres a ley d’ome salvatje,

          car ses saber no val hom ni valria;

          per qu’ieu lo prenc, senher, e·l vassalatje

          lays a·n Guiraut. E vos donatz tot dia,

          car yeu sabray tant far ab mon gran sen

          que vos autres faretz mon mandamen

          e vos farai so que·m volrai crezen

          e conquerray pretz e l’amor m’amia.

          [...]